# 1297 هـ
1297 هـ هي سنة في التقويم الهجري امتدت مقابلةً في التقويم الميلادي بين سنتي 1879 و1880.

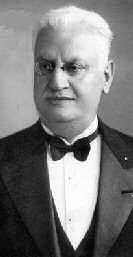
جورج أبيض

## أحداث
- استقبل الأمام عبد الرحمن بن فيصل الخديوي المصري السابق الخديوي إسماعيل في الرياض كما استقبل الخديوي توفيق وقد هنأه الأمام عبد الله بن فيصل الذي كان في الخرج كما هنأه الأمام عبد الرحمن بن فيصل بتوليه الحكم.
- الشيخ عيسى بن علي آل خليفة يوقع عقدا مع الدولة العثمانية والدولة السعودية الثانية بعدم احتلال البحرين.
- عانى الأمير محمد بن صباح الصباح بمرض وهو نائب أمير الكويت وقد تسبب هذا المرض بالذهاب إلى إيران.
- الدولة العثمانية تحارب في حرب ضخمة ضد روسيا وقد انتصرت روسيا في تلك المعركة، بنتيجة صغر رقعة الدولة العثمانية بالجهة الأوروبية.
- أرسل الأمير فيصل بن عبد الرحمن بن فيصل آل سعود الأمير تركي بن عبد الرحمن آل سعود والأمير عبد العزيز آل سعود إلى الكويت للدراسة.
- تولى الأمير فيصل بن عبد الرحمن بن فيصل آل سعود رئاسة وقيادة الجيش العربي في الرياض.
- الذكرى الخامسة العشر في وفاة الأمام فيصل بن تركي.
- الذكرى الثامنة والأربعين في وفاة الأمام تركي بن عبد الله.

## مواليد
- حمزة إبراهيم غوث
- رمضان السويحلي
- عبد العزيز بن إبراهيم بن عبد الرحمن آل براهيم
- عبد القادر حمزة صحافي مؤرخ، من كبار الكتاب في السياسة المصرية
- إبراهيم حمروش
- جواد القزويني
- جورج أبيض
- حسن تحسين الفقير
- داؤد الجلبي
- علي أكبر دهخدا
- مارون غصن
- محمد حسين الأصفهاني
- يوسف الفقيه

## وفيات
- شفيق بك
- يوهان أوجست فولرز
- رزق الله حسون
- محمد قاسم النانوتوي